# Stygobromus emarginatus
Stygobromus emarginatus är en kräftdjursart som först beskrevs av Leslie Raymond Hubricht 1943.  Stygobromus emarginatus ingår i släktet Stygobromus och familjen Crangonyctidae. IUCN kategoriserar arten globalt som sårbar. Inga underarter finns listade i Catalogue of Life.